# Loxostege muscosalis
Loxostege muscosalis là một loài bướm đêm trong họ Crambidae.